# Měčín
Měčín település Csehországban, a Klatovyi járásban. Měčín Týniště, Skašov, Předslav, Plánice, Kbel, Neurazy, Švihov, Mlýnské Struhadlo és Žinkovy településekkel határos. Lakosainak száma 1125 fő (2024. január 1.).

## Népesség
A település lakosságának változását az alábbi diagram mutatja:
| Lakosok száma | 2801 | 2696 | 2738 | 1845 | 1300 | 1125 | 1134 | 1145 | 1114 | 1125 |
|               | 1869 | 1890 | 1921 | 1950 | 1980 | 2001 | 2017 | 2019 | 2022 | 2024 |